# Garove
Garove ist eine papua-neuguineische Vulkaninsel im Bismarck-Archipel, nördlich von Neubritannien, Provinz West New Britain. Garove ist die Hauptinsel, die zu den Vitu-Inseln (auch Witu-Inseln) gehört. Die 12 km lange Insel umschließt eine vom Ozean geflutete Caldera von 5 km Durchmesser, die über eine schmale Durchfahrt auf der Südseite der Insel erreicht werden kann und den bis zu 140 m tiefen Johann-Albrecht-Hafen (englisch: John Albert Harbour) bildet und der Insel einen hufeisenförmigen Grundriss verleiht. Die Wände der Caldera ragen 100 m bis 350 m steil über das Niveau des Meeresspiegels empor. Es sind keine Eruptionen aus geschichtlichen Aufzeichnungen bekannt, der Zustand der Lava-Fließstrukturen an der Nordwestküste lässt jedoch auf ein Alter von einigen hundert Jahren schließen.
Entgegen seinem Namen wurde und wird der Johann-Albrecht-Hafen nicht als Hafen benutzt, da aufgrund seiner Tiefe ein Ankern unmöglich ist und der Bau einer Pier an den steilen Kraterwänden ebenfalls ausgeschlossen ist. Der Hafen der Insel ist Peterhafen (englisch: Peter Harbour) an der Ostküste der Insel.
Garova hat eine Fläche von 52 km². Zur Volkszählung 2000 wurde 3617 Einwohner gezählt.
Die Inselgruppe der Witu-Inseln wurde im Juni 1643 von Abel Tasman entdeckt. 1793 wurden die Inseln von Joseph Bruny d’Entrecasteaux erneut gesichtet und „Französische Inseln“, Isles francaises genannt. Die Insel Garove erhielt von d’Entrecasteaux den Namen Deslacs (auch: Ile des Lacs). Von 1885 bis 1899 gehörten die Vitu-Inseln zum Deutschen Schutzgebiet und von 1899 bis 1914 zur Kolonie Deutsch-Neu-Guinea. 1914 wurden die Witu-Inseln von australischen Truppen besetzt und nach dem Krieg als Mandat des Völkerbundes von Australien verwaltet. Seit 1975 sind sie Teil des Unabhängigen Staates Papua-Neuguinea.
Die Insel ist eines der Hauptanbaugebiete von Kopra in Papua-Neuguinea.
Die wichtigsten Dörfer liegen entlang der Küste. Ihre Namen lauten, im Uhrzeigersinn und beginnend im Norden: Lambe, Potpot, Dole, Lama, Balangore 2, Balangore 1 und Vituhu.
Verwaltungsmäßig gehört Garove zur Bali/Witu Rural LLG des Talasea Distrikts und gliedert sich in die wards East Garove und West Garove.